# Гуитарт-и-Вилардебо, Хустино
Хустино Гвитарт-и-Вилардебо (исп. Justino Guitart y Vilardebó, кат. Justí Guitart i Vilardebò; Барселона, 16 декабря 1875 — 30 января 1940, Барселона) — каталонский священнослужитель, епископ Уржельский и соправитель Андорры.

## Биография
Учился в иезуитской семинарии в Барселоне и в Таррагонском университете.  Получил степень бакалавра в области гражданского права и доктора богословия в 1899 году. Был рукоположён в 1901 году, с 1902 года - профессор семинарии Барселоны, викарий и каноник епархии (1915). В 1920 году был назначен епископом Уржеля, и стал соправителем Андорры вплоть до его смерти в 1940 году.
Является автором работы «De placito regio» (1903).
Политические события в Испании тех лет делали его жизнь и работу крайне напряжённой. Сначала произошёл государственный переворот, приведший к установлении диктатуры Примо де Риверы. Защищая суверенитет княжества, подвергавшегося нападению со стороны военных директорий, он стойко противостоял нападениям на каталонский язык.
В своей работе он старался развивать независимость Каталонии. Примечательно, что введение каталанского языка и независимость страны были двумя навязчивыми идеями Гуитарта. Когда началась Гражданская война в Испании (1936—1939), Андорра стала его первым убежищем.
Жил в Андорре в 1936 году, затем в Италии и Сарагосе в 1938—1939 гг..
В городе Сео-де-Уржель им была освящена улица. На данным момент эта улица называется в честь епископа Гуитарта.
9 сентября 2009 года в Андорра-ла-Велья был открыт памятник ему перед приходским домом Андорра-ла-Велья и зданием муниципалитета, недалеко от садов, окружающих апсиду в романском стиле и колокольню церкви Святого Себастьяна (església de Sant Esteve).